# Антон Кершес
Антон Франс Ян Кершес (нід. Anton Frans Jan Kersjes; *17 серпня 1923, Арнем, Нідерланди — 2 грудня 2004 Бларікум) — нідерландський диригент.
Починав як скрипаль в Арнемському оркестрі. Після Другої світової війни скрипаль і диригент в оркестрі одного з Амстердамських театрів. У 1953 р. очолив оркестр Кунстманд (нід. Kunstmaand Orkest), створений для роботи на однойменному музичному фестивалі, і вивів його на солідний професійний рівень, так що в 1969 р. оркестр був перетворений в Амстердамський філармонічний оркестр. Кершес багато зробив для популяризації в Нідерландах музики Дмитра Шостаковича в 1972 і 1977 рр.. гастролював разом з оркестром у СРСР і очолював колектив аж до його скасування у зв'язку з реорганізацією в 1985 р. Кершес також був віце-директором Маастріхтської консерваторії.
Разом зі своєю дружиною, скрипалькою Маргрет ван де Грунекан, Кершес в 1994 р. заснував Фонд Кершеса і ван де Грунекан, що субсидує ряд значних заходів нідерландської музичного життя і вручає з 2002 р. три національні музичні премії: молодому квартету, молодому скрипалеві і молодому диригенту. З 2005 р. проходить також музичний фестиваль імені Кершеса.